# گروسکمهلن
گروسکمهلن (به آلمانی: Großkmehlen) یک شهر در آلمان است که در اوبرشپریوالد-لاوزیتس واقع شده‌است. گروسکمهلن ۱٬۲۶۷ نفر جمعیت دارد.